# João de Lisboa
João de Lisboa (1470 – 1525) è stato un esploratore portoghese.
Sappiamo di lui che accompagnò Tristao da Cunha nel viaggio del 1506 ed esplorò la costa del Rio de La Plata in una spedizione del 1511. Partecipò alla spedizione che il duca di Bragança fece ad Azamor, nel 1513, che tornò in India con la flotta di Diogo Lopes de Sequeira nel 1518. Morì durante il viaggio della flotta di Filipe de Castro lungo la costa orientale dell'Africa, nel 1525.
Di lui, dice Francisco Adolfo de Varnhagen:
La sua celebrità non è dovuta, però, alla sua partecipazione a questi viaggi, ma al fatto che gli fu attribuita la paternità del Livro de Marinharia, che contiene un ottimo atlante e del Trattato di Agulha de Marear, datato 1514.

## Viaggio del 1511
João de Lisboa ed Estevão de Fróis scoprono il "Capo di Santa Maria" (pt. 'Punta Del Este') nel Rio de la Plata, esplorando il suo estuario (attuali Uruguay e Argentina), e viaggiando fino al sud del Golfo di San Matias a 42ºS penetrando per 300 km "attorno al Golfo". Christopher de Haro, il finanziere della spedizione insieme a D. Nuno Manuel, porta testimonianza della notizia del "Re Bianco" e del "popolo delle montagne", dell'impero Inca e della "ascia d'argento" (rio do "machado de prata") ottenuto dagli indiani Charrúa e offerto al re Manuele I.